# Tricentrogyna violescens
Tricentrogyna violescens är en fjärilsart som beskrevs av William Schaus 1901. Tricentrogyna violescens ingår i släktet Tricentrogyna och familjen mätare. Inga underarter finns listade i Catalogue of Life.